# 代爾特卡 (日托米爾州)
50°6′13″N 27°38′36″E / 50.10361°N 27.64333°E
代爾特卡（羅馬化：Dertka）是位於烏克蘭北部日托米爾州日托米爾區米羅皮爾市鎮的村莊，始建於1917年，面積1.21平方公里，海拔高度241米，2001年人口359。